# Lee Rochester Sørensen
Lee Rochester Sørensen (født 30. april 1994) er en dansk fodboldspiller, der spiller for Nest-Sotra IL.

## Baggrund
Rochester har dansk-engelsk afstamning med rødder i Jamaica.

## Karriere
Han startede sin karriere i ungdomsafdelingen i Boldklubben Velo. Da han var 15 år, efter at have spillet for Team Lolland, tiltrådte han fodboldakademiet hos HB Køge.
Den 9. april 2010 gjorde Rochester som 16-årig sin debut i den danske 1. division i en kamp mod Hobro IK og brød dermed rekorden for at være den yngste spiller til at repræsentere HB Køge.
Rochester underskrev 27. juni 2011 en ny tre-årig aftale om at beholde ham i Køge frem til 2015. Herefter skiftede han til FC Vestsjælland, inden han i begyndelsen af 2016 returneredes til HB Køge.
Rochester forlod i juni 2018 HB Køge for at forsøge sig i en ny klub. Efter tre måneder uden klub skrev han dog alligevel i slutningen af september 2018 under på en halvårig kontrakt gældende frem til nytår samme år med HB Køge. Denne gang blev kontrakten atter ikke forlænget.
I januar 2019 skrev han under på en kontrakt med Nest-Sotra IL fra den næstbedst norske række.